# La Ville de plomb
La Ville de plomb est le cinquième roman de Jean Meckert publié en 1949 dans la collection Blanche des Éditions Gallimard.

## Édition
- 1949 : collection Blanche, Éditions Gallimard[1]

## Sources
- Polar revue trimestrielle no 16, octobre 1995